# Wüstenlack

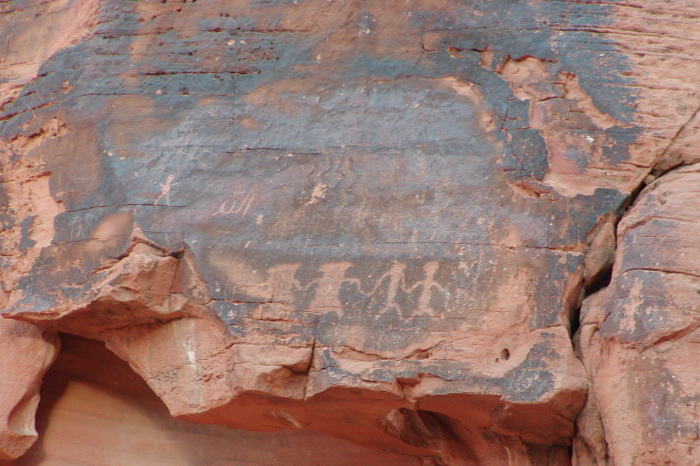
Wüstenlack mit Petroglyphen, im Valley of Fire, Nevada, USA

Als Wüstenlack (englisch desert varnish) wird ein dunkler, mitunter glänzender Überzug hauptsächlich aus Tonmineralen bezeichnet, der von Eisen- und Mangan-Oxiden zusammengehalten wird und vor allem auf Sandstein in Wüsten vorkommt. Er tritt nur bei Gesteinsoberflächen auf, die nicht der Winderosion oder anderen Erosionstypen ausgesetzt sind, die also physikalisch stabil sind.
Daneben wird auch der durch Windschliff (Korrasion) hervorgerufene firnisartige matte Glanz auf Gesteinen, der oft schon von Niederschlägen beseitigt wird, als Wüstenlack bezeichnet. Diese Art wird hier nicht näher behandelt.

## Entstehung und Vorkommen

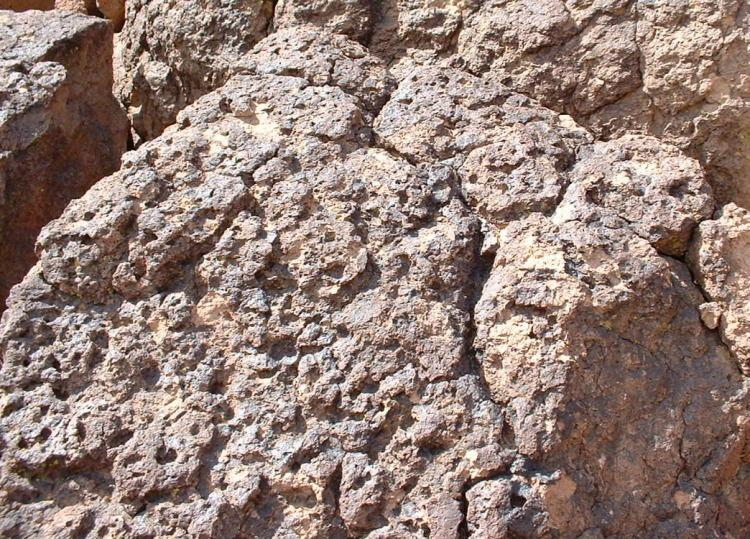
Wüstenlack auf Tuffgestein

Wüstenlack entsteht bei der oberflächlichen Verdunstung von kapillar aus dem Inneren der Gesteine aufsteigenden wässrigen Lösungen mit Gehalt an Eisen und/oder Mangan in Verbindung mit Tonpartikeln, die von außen angeweht werden. Wasser aus nächtlichem Tau spielt eine Rolle. Wüstenlack kann auch Spurenelemente und organische Bestandteile enthalten, seine Farbe kann verschiedene Brauntöne bis zu Tiefschwarz annehmen.
Obwohl die Bezeichnung „Wüstenlack“ ein Vorkommen in den Wüstengegenden der Erde andeutet, kommt dieses Phänomen auch in den gemäßigten Breiten der Erde vor. Gerade Deutschland hat mit den Sandsteinvorkommen im Naturpark Hohe Mark-Westmünsterland ähnlich farbige Gesteine mit den gleichen Einfärbungsmechanismen vorzuweisen. Die Schwarzfärbung des dort anzutreffenden „Schwartensandsteines“ befindet sich stets auf der sonnenzugewandten Seite. Dieses Phänomen ist in Deutschland vielleicht nur deshalb möglich, weil dieses Gestein zum einen sehr porös ist und andererseits durch die Eisenverbindungen regelrecht verkittet ist. Die Stellen mit dem Auftreten des Wüstenlackes stehen beispielsweise in der Haard auf dem Stimberg unter strengem Naturschutz.
Wüstenlack entsteht vor allem auf Gesteinen wie Basalt, Quarz und härteren Metamorphosegesteinen, da diese sehr stabil sind. Auf Kalkstein kann sich seltener Wüstenlack bilden, das Material ist sehr porös und enthält viel Wasser, deshalb ist es physikalisch instabil.
Auffällig ist der hohe Anteil von Mangan im Wüstenlack. Die Erdkruste enthält nur etwa 0,12 Prozent Mangan, im Wüstenlack ist seine Konzentration jedoch auf das 50- bis 60-Fache erhöht. Bislang wird dieses Phänomen durch bakterielle Aktivität im Wüstenlack und durch eine biochemische Anreicherung des Materials erklärt.

## Nutzung
Bei verschiedenen Stämmen der Indianer waren so genannte Petroglyphen beliebt. Durch Bearbeiten – Kratzen, Schaben – des Wüstenlacks wird er stellenweise abgetragen, wodurch das hellere Gestein darunter sichtbar wird und damit Bildmotive dargestellt werden.
Im Hinblick auf seinen relativ hohen Anteil an Eisen und Mangan gibt es keine wirtschaftliche Nutzung des Materials.